# Пенко Градишки
Пенко Градишки е български журналист.

## Биография
Роден е в село Крачимир, община Белоградчик през 1937 г. Завършва Техникума по металотехника във Враца. След това учи в специалност „Журналистика“ в Софийския университет „Св. Климент Охридски“. Главен редактор е на вестник „Белоградчишко ехо“ в продължение на 27 години. Автор е на книгата „Белоградчишки легенди“ (ISBN 954-8688-46-4). Помогнал е на много начинаещи писатели и журналисти!